# Het schnitzelparadijs (boek)
Het schnitzelparadijs is de debuutroman van de Nederlandse schrijver Khalid Boudou uit 2001.
Boudou werd met dit boek bekend.
In 2002 werd dit boek bekroond met het Gouden Ezelsoor.
Het schnitzelparadijs werd vervolgens in 2005 verfilmd en in 2008 bewerkt tot een televisieserie.
Het Schnitzelparadijs is een Nederlandse roman geschreven door Khalid Boudou en werd voor het eerst gepubliceerd in 2001. Het boek vertelt het verhaal van de jonge Marokkaanse Nederlander, Nordip, die werkt als afwasser in een drukbezocht hotel-restaurant genaamd De Blauwe Gier. 
Nordip is ambitieus en droomt ervan om ooit een eigen restaurant te openen. Hij bevindt zich echter in een complexe situatie waarin hij wordt geconfronteerd met culturele en sociale spanningen, zowel binnen zijn eigen gemeenschap als in de Nederlandse samenleving.
In Het Schnitzelparadijs komen verschillende thema's aan bod, zoals culturele identiteit, integratie, discriminatie en seksuele ontdekking. Nordip maakt vrienden met collega's van diverse achtergronden en samen maken ze de grappige en soms tragische gebeurtenissen mee die zich afspelen in het restaurant.
De roman biedt een levendige en humoristische kijk op de multiculturele samenleving in Nederland en werpt een licht op de uitdagingen en verwachtingen waarmee jonge migranten geconfronteerd worden. Het Schnitzelparadijs werd al snel een populaire en kritisch geprezen roman, die ook succesvol werd verfilmd in 2005.
Met zijn scherpe observaties en levendige personages biedt Het Schnitzelparadijs een boeiende en herkenbare inkijk in de complexiteit van culturele diversiteit en identiteit in Nederland. Het boek heeft bijgedragen aan de discussie over integratie en heeft een blijvende impact gehad op de Nederlandse literatuur en het filmlandschap.